# Gimnastika na Poletnih olimpijskih igrah 1976
Gimnastika na Poletnih olimpijskih igrah 1976. Tekmovanja so potekala v osmih disciplinah za moške in šestih za ženske med 18. in 23. julijem 1976 v Montrealu. 

## Dobitniki medalj
| Disciplina          | Zlato | Srebro | Bron |
| Mnogoboj ekipno     | Japonska · Šun Fudžimoto · Hisato Igaraši · Hiroši Kadžijama · Savao Kato · Eizo Kenmocu · Micuo Cukahara | Sovjetska zveza · Nikolaj Andrianov · Aleksander Ditjatin · Genadij Krisin · Vladimir Marčenko · Vladimir Markelov · Vladimir Tihonov | Vzhodna Nemčija · Roland Bruckerner · Rainer Hanschke · Bernd Jager · Wolfgang Klotz · Lutz Mack · Michael Nikolay |
| Mnogoboj posamično  | Nikolaj Andrianov (URS)                                                                                   | Savao Kato (JPN) | Micuo Cukahara (JPN)                                                                                               |
| Parter              | Nikolaj Andrianov (URS)                                                                                   | Vladimir Marčenko (URS) | Peter Kormann (USA)                                                                                                |
| Konj z ročaji       | Zoltán Magyar (HUN)                                                                                       | Eizo Kenmocu (JPN) | Nikolai Andrianov (URS) · Michael Nikolay (GDR)                                                                    |
| Krogi               | Nikolaj Andrianov (URS)                                                                                   | Alexander Dityatin (URS) | Danuţ Grecu (ROU)                                                                                                  |
| Preskok             | Nikolaj Andrianov (URS)                                                                                   | Micuo Cukahara (JPN) | Hiroši Kadžijama (JPN)                                                                                             |
| Enovišinska bradlja | Savao Kato (JPN)                                                                                          | Nikolaj Andrianov (URS) | Micuo Cukahara (JPN)                                                                                               |
| Drog                | Micuo Cukahara (JPN)                                                                                      | Eizo Kenmocu (JPN) | Eberhard Gienger (FRG) · Henri Boerio (FRA)                                                                        |

## Dobitnice medalj
| Disciplina          | Zlato | Srebro | Bron |
| Mnogoboj ekipno     | Sovjetska zveza · Marija Filatova · Svetlana Grozdova · Nellie Kim · Olga Korbut · Elvira Saadi · Ljudmila Tourisčeva | Romunija · Nadia Comăneci · Mariana Constantin · Georgeta Gabor · Anca Grigoraş · Gabriela Truşcă · Teodora Ungureanu | Vzhodna Nemčija · Carola Dombeck · Gitta Escher · Kerstin Gerschau · Angelika Hellmann · Marion Kische · Steffi Kraker |
| Mnogoboj posamično  | Nadia Comăneci (ROM)                                                                                                  | Nellie Kim (URS) | Ljudmila Tourisčeva (URS)                                                                                              |
| Preskok             | Nellie Kim (URS) | Ljudmila Tourisčeva (URS) · Carola Dombeck                                                                            | |
| Dvovišinska bradlja | Nadia Comăneci (ROM)                                                                                                  | Teodora Ungureanu (ROM)                                                                                               | Marta Egervari (HUN)                                                                                                   |
| Gred                | Nadia Comăneci (ROM)                                                                                                  | Olga Korbut (URS) | Teodora Ungureanu (ROM)                                                                                                |
| Parter              | Nellie Kim (URS) | Ljudmila Tourisčeva (URS)                                                                                             | Nadia Comăneci (ROM)                                                                                                   |

## Medalje po državah
| Poz | Država          | Zlato | Srebro | Bron | Skupaj |
| 1   | Sovjetska zveza | 7     | 8      | 2    | 17     |
| 2   | Japonska        | 3     | 4      | 3    | 10     |
| 3   | Romunija        | 3     | 2      | 3    | 8      |
| 4   | Madžarska       | 1     | 0      | 1    | 2      |
| 5   | Vzhodna Nemčija | 0     | 1      | 3    | 4      |
| 6   | Francija        | 0     | 0      | 1    | 1      |
| 6   | Zahodna Nemčija | 0     | 0      | 1    | 1      |
| 6   | ZDA             | 0     | 0      | 1    | 1      |